# Ganna Sorokina
Ganna Sorokina (en ukrainien : Ганна Сорокіна, née le 31 mars 1976 à Zaporizhzhia) est une plongeuse ukrainienne, médaillée de bronze aux Jeux olympiques de 2000.

## Carrière
En 1999, associée à Olena Zhupina, Ganna Sorokina devient Championnats d'Europe de plongeon synchronisé à 3 mètres. L'année suivante, la paire ukrainienne prend la troisième place à la fois aux Championnats d'Europe et aux Jeux olympiques.
Sorokina participe aux Jeux olympiques de 2004, avec moins de réussite et une 16e place au tremplin de 3 mètres.

### Palmarès
| Date | Compétition           | Lieu     | Résultat | Épreuve                |
| ---- | --------------------- | -------- | -------- | ---------------------- |
| 1999 | Championnats d'Europe | Istanbul | 1re      | Synchronisé à 3 mètres |
| 2000 | Championnats d'Europe | Helsinki | 3e       | Synchronisé à 3 mètres |
| 2000 | Jeux olympiques       | Sydney   | 11e      | Tremplin de 3 mètres   |
| 2000 | Jeux olympiques       | Sydney   | 3e       | Synchronisé à 3 mètres |
| 2004 | Jeux olympiques       | Athènes  | 16e      | Tremplin de 3 mètres   |